# Lijst van afleveringen van Lost (seizoen 1)
Deze lijst geeft een overzicht van de verschillende afleveringen van het eerste seizoen van de Amerikaanse televisieserie Lost.
Door een vliegtuigcrash stranden de overlevenden van vlucht 815 van luchtvaartmaatschappij Oceanic op een schijnbaar verlaten tropisch eiland. De passagiers worden gedwongen samen te werken om te overleven op het mysterieuze eiland waar een monster in de jungle schijnt te leven, een metalen luik iets onbekend afsluit in de ondergrond en waar de zogenaamde "Anderen" (de "Others") schijnen te leven. Iedere aflevering vertelt meer over de achtergrond van een van de mensen op het eiland aan de hand van flashbacks en toont waarom de verschillende personages zich op een bepaalde manier gedragen en hoe relaties zich ontwikkelen op het eiland, met deze mysterieuze verschijnselen op de achtergrond.

## Overzicht
| Nr. | Titel                                  | Flashback      | Regisseur        | Schrijver(s)                                          | Uitzenddatum      |  |
| --- | -------------------------------------- | -------------- | ---------------- | ----------------------------------------------------- | ----------------- |  |
| 1-01 (1) | Pilot (Deel 1)                         | Jack           | J.J. Abrams      | Jeffrey Lieber, J.J. Abrams & Damon Lindelof          | 22 september 2004 |  |
| Tijdens een routinevlucht van Sydney, Australië, naar Los Angeles stort vlucht 815 van Oceanic neer op een afgelegen eiland. In de hoop dat ze snel gered zullen worden, slaan de overlevenden op het strand hun kamp op en proberen er het beste van te maken. |                                        |                |                  |                                                       |                   |  |
| 1-02 (2) | Pilot (Deel 2)                         | Charlie        | J.J. Abrams      | Jeffrey Lieber, J.J. Abrams & Damon Lindelof          | 29 september 2004 |  |
| De passagiers hebben een zendapparaat gevonden en het lukt Sayid, voormalig verbindingsofficier, om het ding aan de praat te krijgen. Ze pikken een geheimzinnig bericht op, waarop Charlie de vraag stelt die bij iedereen leeft - "Waar zijn we?" |                                        |                |                  |                                                       |                   |  |
| 1-03 (3) | Tabula Rasa                            | Kate           | Jack Bender      | Damon Lindelof                                        | 6 oktober 2004    |  |
| Jack en Hurley ontdekken een gevaarlijk geheim over Kate. Michael heeft problemen met de vriendschap van zijn zoontje Walt met Locke, maar Walt wil alleen maar zijn hond terugvinden. Ondertussen twijfelen Kate, Charlie, Sawyer, Sayid, Boone en Shannon of ze de inhoud van de Franse boodschap moeten openbaren aan de Anderen. |                                        |                |                  |                                                       |                   |  |
| 1-04 (4) | Walkabout                              | Locke          | Jack Bender      | David Fury                                            | 13 oktober 2004   |  |
| De overlevenden op het eiland schrikken wakker door wilde beesten die het kamp doorrennen. Kate en Michael gaan met Locke jagen op voedsel en ze komen erachter wat Locke te verbergen heeft. Ondertussen zijn mensen in het kamp geschrokken van wat Jack wil doen met de dode lichamen en ziet Jack in het bos iemand van wie hij niet zeker weet of die wel in het vliegtuig zat. |                                        |                |                  |                                                       |                   |  |
| 1-05 (5) | White Rabbit                           | Jack           | Kevin Hooks      | Christian Taylor                                      | 20 oktober 2004   |  |
| Boone komt in levensgevaar als hij een vrouw probeert te redden uit de zee. Jack heeft last van hallucinaties door een tekort aan slaap; hij blijft maar denken aan hoe hij op het eiland terecht is gekomen. Claires gezondheid gaat achteruit door een tekort aan vocht. |                                        |                |                  |                                                       |                   |  |
| 1-06 (6) | House of the Rising Sun                | Sun            | Michael Zinberg  | Javier Grillo-Marxuach                                | 27 oktober 2004   |  |
| Walt en de anderen zijn geschrokken als Michael wordt aangevallen. Sun en Jin weten niet precies wat er aan de hand is, omdat ze geen Engels spreken. Jack en Kate ruziën over waar de mensen moeten gaan 'wonen', aan de kust of in het oerwoud. Locke ontdekt het geheim van Charlie. |                                        |                |                  |                                                       |                   |  |
| 1-07 (7) | The Moth                               | Charlie        | Jack Bender      | Jennifer Johnson & Paul Dini                          | 3 november 2004   |  |
| Charlie probeert met veel moeite van zijn drugsverslaving af te komen. Locke helpt hem hierbij, maar het is niet duidelijk om welke reden hij Charlie helpt. Ondertussen proberen de andere overlevenden Jack te bevrijden uit een ingestorte grot. Sayid, Kate en Boone worden gesaboteerd wanneer zij het signaal van de Franse vrouw proberen te traceren. |                                        |                |                  |                                                       |                   |  |
| 1-08 (8) | Confidence Man                         | Sawyer         | Tucker Gates     | Damon Lindelof                                        | 10 november 2004  |  |
| Shannon blijkt al jaren aan astma te lijden. Tot nu toe heeft ze dit onder controle weten te houden, maar nu is haar inhalator verdwenen. Boone verdenkt Sawyer, maar hij weigert de inhalator af te geven. Uiteindelijk gaan Jack en Sayid over tot het martelen van Sawyer. Wanneer ook dit niet blijkt te helpen, wordt Kate ingeschakeld. Sawyer blijkt de inhalators niet te hebben, en uit pure woede verwondt Sayid Sawyer aan de slagader in zijn arm. Jack weet Sawyer te redden, waarna Sawyer verbonden op zijn bed ligt. Kate vertelt hem dat ze zijn geheim kent. Sawyer blijkt geen Sawyer te heten, maar dit is de naam van een man die zijn familie heeft vernietigd. |                                        |                |                  |                                                       |                   |  |
| 1-09 (9) | Solitary                               | Sayid          | Greg Yaitanes    | David Fury                                            | 17 november 2004  |  |
| Op zijn individuele tocht over het eiland ontdekt Sayid een touw op het strand dat leidt naar de jungle. Gedreven door zijn nieuwsgierigheid besluit hij het touw te volgen. Het lokt hem in een valstrik. Wanneer hij terug bij bewustzijn is bevindt hij zich in de schuilplaats van een Française. Het wordt Sayid al vlug duidelijk dat zij de persoon is die de noodoproep heeft uitgezonden. Ondertussen heeft Hurley het perfecte ontspanningsmiddel gevonden: hij heeft een golfterrein aangemaakt. De bewoners kunnen zich, na dagen in angst geleefd te hebben, eindelijk een beetje ontspannen. |                                        |                |                  |                                                       |                   |  |
| 1-10 (10) | Raised by Another                      | Claire         | Marita Grabiak   | Lynne E. Litt                                         | 1 december 2004   |  |
| Claire heeft de afgelopen nachten nachtmerries over haar ongeboren kind gehad. Die zijn zo levendig dat ze gelooft dat iemand haar kind pijn wil doen. Jack gelooft haar niet en Claire vlucht terug naar het strand. Ondertussen doet Hurley de ontdekking dat een van de overlevenden, Ethan Rom, niet op de passagierslijst staat. |                                        |                |                  |                                                       |                   |  |
| 1-11 (11) | All The Best Cowboys Have Daddy Issues | Jack           | Stephen Williams | Javier Grillo-Marxuach                                | 8 december 2004   |  |
| Na de verdwijning van Charlie en Claire volgen Jack, Locke, Kate en Boone hun sporen. Op een bepaald moment wordt Jack aangevallen door Ethan, die de uitgeputte Jack uiteindelijk overmeestert. Iets later vinden Jack en Kate Charlies lichaam opgehangen in een boom, terwijl Locke en Boone stuiten op een geheimzinnig luik. |                                        |                |                  |                                                       |                   |  |
| 1-12 (12) | Whatever the Case May Be               | Kate           | Jack Bender      | Damon Lindelof & Jennifer Johnson                     | 5 januari 2005    |  |
| Kate en Sawyer nemen een frisse duik in een meer, waar ze een koffer aantreffen op de bodem. Het blijkt de koffer van de federale agent te zijn, waar hij al zijn pistolen in hield. Sawyer, niet op de hoogte van de inhoud van de koffer, weigert het koffertje af te geven. Daarom schakelt Kate de hulp van Jack in. Wanneer ze uiteindelijk toch de koffer bemachtigen en openen vindt Jack vier pistolen en een envelop die voor Kate grote waarde heeft. |                                        |                |                  |                                                       |                   |  |
| 1-13 (13) | Hearts and Minds                       | Boone          | Rod Holcomb      | Carlton Cuse & Javier Grillo-Marxuach                 | 12 januari 2005   |  |
| Het wordt Boone duidelijk dat er al gauw een relatie zal ontstaan tussen Sayid en Shannon, zijn stiefzus. Hij heeft moeite dit te aanvaarden en laat hen dat ook weten. Locke merkt hoe afhankelijk Boone van Shannon is en besluit hem te helpen. Door middel van een verdovend middel op zijn hoofd begint Boone te hallucineren, niet wetende dat alles wat hij nu zal meemaken geen werkelijkheid is. |                                        |                |                  |                                                       |                   |  |
| 1-14 (14) | Special                                | Michael & Walt | Greg Yataines    | David Fury                                            | 19 januari 2005   |  |
| Michael verbiedt zijn zoon Walt om nog langer met Locke om te gaan, en vraagt hem in plaats daarvan te helpen met het bouwen van een vlot, waarop ze kunnen ontsnappen. Walt loopt echter de jungle in, waar hij bijna wordt opgegeten door een ijsbeer. |                                        |                |                  |                                                       |                   |  |
| 1-15 (15) | Homecoming                             | Charlie        | Kevin Hooks      | Damon Lindelof                                        | 9 februari 2005   |  |
| Locke en Boone vinden Claire terug, en brengen haar terug naar het kamp. Ze blijkt haar geheugen kwijt te zijn. De volgende dag zegt Ethan tegen Charlie en Jin dat ze Claire moeten teruggeven; anders zal hij elke avond iemand vermoorden. Ondanks de uitgebreide bewaking wordt Scott vermoord. Jack haalt de pistolen uit de koffer tevoorschijn, en Claire wordt als lokaas ingezet om Ethan gevangen te kunnen nemen. Charlie kan zich echter niet beheersen en schiet Ethan dood voordat ze hem kunnen ondervragen. |                                        |                |                  |                                                       |                   |  |
| 1-16 (16) | Outlaws                                | Sawyer         | Jack Bender      | Drew Goddard                                          | 16 februari 2005  |  |
| Op een nacht wordt Sawyer bruut wakker gemaakt door een everzwijn, dat het zeil van zijn beschuttingsplaats meeneemt. Als Sawyer het zwijn achterna gaat hoort hij in de jungle gefluister. Hij herinnert zich dat Sayid hetzelfde heeft meegemaakt. De volgende dag besluit hij het everzwijn te gaan zoeken, met Kates hulp. Bij een drinkspelletje bij het kampvuur onthullen de twee een hoop over hun verleden. |                                        |                |                  |                                                       |                   |  |
| 1-17 (17) | ... In Translation                     | Jin            | Tucker Gates     | Javier Grillo-Marxuach & Leonard Dick                 | 23 februari 2005  |  |
| Op een avond vat het vlot van Michael vlam. Ondanks de bluspogingen is het vlot te zwaar beschadigd. Iedereen verdenkt Jin ervan de brand te hebben aangestoken, en Sawyer en Michael vallen hem aan. Sun komt tussenbeide en onthult zo dat ze Engels spreekt. Jin weigert haar nog langer aan te kijken, omdat ze hem in het openbaar heeft vernederd. Hij wil niet langer bij Sun blijven, en helpt Michael met de bouw van een nieuw vlot om zo snel mogelijk te kunnen vertrekken. |                                        |                |                  |                                                       |                   |  |
| 1-18 (18) | Numbers                                | Hurley         | Dan Attias       | Brent Fletcher & David Fury                           | 2 maart 2005      |  |
| Hurley heeft vroeger de loterij gewonnen met de nummers 4, 8, 15, 16, 23 en 42, maar eigenlijk zijn het eerder ongeluksnummers voor de mensen om hem heen. Hij ontdekt dat de nummers ook in de papieren van Rousseau voorkomen. Hij confronteert haar hiermee, en vraagt hoe zij aan de nummers komt. Aan het einde van de aflevering blijkt dat diezelfde reeks nummers ook op het luik dat Boone en Locke hebben gevonden staan. |                                        |                |                  |                                                       |                   |  |
| 1-19 (19) | Deus Ex Machina                        | Locke          | Robert Mandel    | Carlton Cuse & Damon Lindelof                         | 30 maart 2005     |  |
| Boone verliest de hoop het luik ooit nog open te krijgen, maar Locke wacht en krijgt een teken van het eiland. Hij droomt van een vliegtuig dat neerstort, en wanneer ze dat de volgende dag op de rand van een klif vinden klimt Boone aan boord. Het vliegtuig zit volgeladen met heroïne, maar Boone vindt wel een werkende radio. Hij krijgt heel even contact, maar door zijn gewicht stort het vliegtuig van de klif af. Boone raakt zwaargewond. Locke draagt Boone naar het kamp, maar verdwijnt daarna in de jungle. |                                        |                |                  |                                                       |                   |  |
| 1-20 (20) | Do No Harm                             | Jack           | Stephen Williams | Janet Tamaro                                          | 6 april 2005      |  |
| Jack probeert Boones leven te redden, en stuurt Kate naar Sawyer om alcohol te halen voor het ontsmetten van de wonden. Onderweg komt Kate Claire tegen, die op het punt staat om te bevallen. Jack, die inmiddels met een bloedtransfusie voor Boone bezig is, zegt Kate dat zij de baby ter wereld moet brengen. Met de nodige moeite weet ze Claires zoontje ter wereld te brengen. Jack maakt ondertussen aanstalten om Boones been te amputeren, maar Boone vraagt Jack om hem rustig te laten sterven. Vlak voor zijn dood onthult hij nog dat Locke en hij een luik hebben gevonden. |                                        |                |                  |                                                       |                   |  |
| 1-21 (21) | The Greater Good                       | Sayid          | David Grossman   | Leonard Dick                                          | 4 mei 2005        |  |
| Alle overlevenden zijn geraakt door Boones dood. Vooral Jack en Shannon hebben het er moeilijk mee. Jack besluit Locke te gaan zoeken voor tekst en uitleg. Na eindeloos in de jungle te hebben gelopen vindt Kate Jack terug, en ze vraagt of hij terug wil komen naar het kamp voor Boones begrafenis. Na een korte ceremonie daagt Jack Locke uit. Locke zegt dat het hem spijt, maar daar neemt Jack geen genoegen mee. Hij valt Locke aan, maar hij wordt tegengehouden door Michael en Sayid. Uiteindelijk valt Jack uitgeput neer. Nadat hij wat heeft geslapen, merkt Jack dat er een pistool weg is. Sayid vreest dat Shannon Locke wil vermoorden en hij blijkt gelijk te hebben. Sayid, Jack en Kate treffen Shannon aan terwijl ze Locke onder schot houdt. Sayid kan ervoor zorgen dat Shannon mist, maar hun relatie loopt hierdoor wel een forse deuk op. |                                        |                |                  |                                                       |                   |  |
| 1-22 (22) | Born to Run                            | Kate           | Tucker Gates     | Javier Grillo-Marxuach, Edward Kitsis & Adam Horowitz | 11 mei 2005       |  |
| Tijdens een drinkpauze stort Michael in elkaar van de pijn. Jack onderzoekt hem en ontdekt dat hij vergiftigd is. Diverse mensen worden verdacht, en Sawyer onthult dat Kate degene was die door de federale agent werd bewaakt. Ondertussen ruziën Jack, Locke en Sayid over wat ze met het luik moeten. |                                        |                |                  |                                                       |                   |  |
| 1-23 (23) | Exodus: Deel 1                         | Verschillende  | Jack Bender      | Damon Lindelof & Carlton Cuse                         | 18 mei 2005       |  |
| Er stijgt een zwarte rook op uit de jungle, en Rousseau waarschuwt de overlevenden dat de Anderen eraan komen. Om iedereen in veiligheid te kunnen brengen worden voorbereidingen getroffen om het luik op te blazen. Michael, Walt, Sawyer en Jin vertrekken met het vlot. |                                        |                |                  |                                                       |                   |  |
| 1-24 & 1-25 (24-25) | Exodus: Deel 2 & 3                     | Verschillende  | Jack Bender      | Damon Lindelof & Carlton Cuse                         | 25 mei 2005       |  |
| De voorbereidingen om naar het luik te verhuizen gaan door. Rousseau ontvoert Claires baby Aaron, en Charlie en Sayid gaan achter haar aan. Ondertussen overvallen de Anderen het vlot, met dramatische gevolgen. |                                        |                |                  |                                                       |                   |  |